# Paolo Dezza
(Omelia di Giovanni Paolo II durante i suoi funerali.)
Paolo Dezza (Parma, 13 dicembre 1901 – Roma, 17 dicembre 1999) è stato un cardinale italiano.

## Biografia
Nacque a Parma il 13 dicembre 1901.
Fu ordinato sacerdote il 25 marzo 1928. Dal 1941 al 1945 fu rettore della Pontificia Università Gregoriana. Fu confessore di Paolo VI dal 1969 al 1978 e di Giovanni Paolo I. A seguito della grave malattia che colpì il Generale dei Gesuiti, Pedro Arrupe, nel settembre 1981, il mese seguente Giovanni Paolo II lo nominò delegato pontificio per la Compagnia di Gesù e mantenne tale incarico fino alla elezione del nuovo Generale, Peter Hans Kolvenbach, nel settembre 1983.
Papa Giovanni Paolo II lo elevò al rango di cardinale nel concistoro del 28 giugno 1991 con il nuovo titolo di Sant'Ignazio di Loyola a Campo Marzio.
Morì il 17 dicembre 1999 all'età di 98 anni a Roma nella sede della Curia generale della Compagnia di Gesù. Il funerale fu celebrato da Giovanni Paolo II nella Basilica di San Pietro. Fu inizialmente sepolto nel mausoleo della Compagnia di Gesù nel Cimitero del Verano. Il 17 dicembre 2006 i resti furono trasferiti nella Chiesa di Sant'Ignazio di Loyola a Campo Marzio sempre a Roma.